# كاذي عالي
كاذي عالي (الاسم العلمي:Pandanus elatus) هو نوع من النباتات يتبع جنس الكاذي من الفصيلة الكاذية.